# محمد أبو حشيش
محمد أبو حشيش (28 مارس 1942 - 6 ديسمبر 2010) ممثل مصري.

## نبذه عنه
انحصرت أدواره في أدوار الشر سواء رجل العصابات أو المشاغب في الأحياء الشعبية وكذلك أدوار ابن البلد أو المعلم أو صاحب القهوة وأحيانا أدوار المخبر وغيرها من أدوار هذا النمط، لا يتعدى ظهوره في الأفلام إلا لدقائق معدودة، يمكن ملاحظته في دور قاطع الطريق بفيلم سلام يا صاحبي بطولة عادل إمام وسعيد صالح، وفي فيلم القتلة بطولة صلاح ذو الفقار وناهد شريف.

## أعماله
- 1986: آه يا بلد آه

## وفاته
توفي في 6 ديسمبر 2010 عن عمر يناهر 68 سنة.

## روابط خارجية
- محمد أبو حشيش على موقع الدهليز
- محمد أبو حشيش على موقع قاعدة بيانات الأفلام العربية